# Estońska Akademia Lotnicza
Estońska Akademia Lotnicza – państwowa uczelnia z siedzibą w Tartu założona w 1993 roku  w celu kształcenia przyszłych specjalistów w dziedzinie lotnictwa cywilnego.

## Historia
Uczelnia powstała w Tartu na podstawie rozporządzenia rządu Republiki z 13 kwietnia 1993 roku jako Tartu Lennukolledzi. Dopiero w 2008 roku zmieniono jej nazwę na Eesti Lennuakadeemia. Uczelnia rozwija lotniczą kulturę narodową oraz promuje w ramach współpracy międzynarodowej lotniczą naukę i badania. Studia są prowadzone zgodnie z wymaganiami międzynarodowych organizacji lotniczych: ICAO (Organizacja Międzynarodowa Lotnictwa Cywilnego), JAA (Zrzeszenie Władz Lotniczych), EASA (Europejska Agencja Bezpieczeństwa Powietrznego) oraz Eurocontrol.

## Galeria